# Lampanyctus alatus
Lampanyctus alatus és una espècie de peix de la família dels mictòfids i de l'ordre dels mictofiformes.

## Morfologia
- Els mascles poden assolir 6,1 cm de longitud total.[2][3]

## Depredadors
És depredat per Pseudopentaceros wheeleri, Astronesthes similus (a Mèxic), Lagenodelphis hosei (Filipines) i Stenella longirostris (Filipines).

## Hàbitat
És un peix marí i d'aigües profundes que viu entre 40-1.500 m de fondària.

## Distribució geogràfica
Es troba a l'Atlàntic oriental (des de Portugal fins a Sud-àfrica), a l'Atlàntic occidental (des del Canadà fins al Golf de Mèxic, i des del Brasil a l'Argentina), a l'Índic, al Pacífic occidental (des de Taiwan fins a Austràlia) i al Mar de la Xina Meridional.